# ديبورا آن داير
ديبورا آن داير (من مواليد 3 أغسطس 1967)، والمعروفة باسم Skin، هي مغنية وكاتبة أغاني وموسيقية إلكترونية ودي جي بريطانية. اشتهرت بأنها المغنية الرئيسية لفرقة الروك البريطانية Skunk Anansie، درست سكين التصميم الداخلي في جامعة تيسايد في ميدلسبره، والتي حصلت منها لاحقًا على درجة فخرية.

## روابط خارجية
- ديبورا آن داير على موقع IMDb (الإنجليزية)
- ديبورا آن داير على موقع ألو سيني (الفرنسية)
- ديبورا آن داير على موقع ميوزك برينز (الإنجليزية)
- ديبورا آن داير على موقع أول ميوزيك (الإنجليزية)
- ديبورا آن داير على موقع ديسكوغز (الإنجليزية)
- ديبورا آن داير على موقع ديسكوغز (الإنجليزية)
- ديبورا آن داير على موقع قاعدة بيانات الفيلم (الإنجليزية)

- Official Skin Website
- Skin at V2 MUSIC UK – her record label
- Skin في قاعدة بيانات الأفلام على الإنترنت
- Official Instagram Profile